# Ponte de São João
Ponte de São João – most kolejowy nad rzeką Duero, który łączy Porto z Vila Nova de Gaia, w Portugalii.
Został zaprojektowany przez Edgara Cardoso i w 1991 zastąpił stary, zabytkowy most Most Maria Pia, zbudowany przez Gustave'a Eiffel'a.